# Hazleton (Indiana)
Hazleton – miasto w Stanach Zjednoczonych, w stanie Indiana, w hrabstwie Gibson.